# Maing
Maing település Franciaországban, Nord megyében. Lakosainak száma 3970 fő (2022. január 1.). Maing Trith-Saint-Léger, Thiant, Famars, Monchaux-sur-Écaillon, Prouvy és Quérénaing községekkel határos.

## Népesség
A település népességének változása:
| Lakosok száma | 4040 | 4063 | 4113 | 4112 | 4061 | 4066 | 4039 | 4004 | 3970 |
|               | 2013 | 2015 | 2016 | 2017 | 2018 | 2019 | 2020 | 2021 | 2022 |